# Horten Ho 229
Horten H.IX, tên định danh của RLM Ho 229 (thường được gọi là Gotha Go 229 theo cách định danh của nhà sản xuất) là một mẫu thử máy bay tiêm kích/ném bom do Reimar và Walter Horten thiết kế và hãng Gothaer Waggonfabrik chế tạo vào cuối Chiến tranh Thế giới II. Đây là loại máy bay ‘’flying wing’’ (thân cánh liền khối) đầu tiên được trang bị một động cơ phản lực.
Mẫu thiết kế này do đích thân Thống chế Đế chế (Reichsmarschall) Hermann Göring tư lệnh của Luftwaffe phê chuẩn, nó là mẫu máy bay duy nhất gần đáp ứng được yêu cầu của Göring về các yêu cầu hiệu năng "3x1000", cụ thể là mang được những quả bom nặng 1000 kg, có tầm hoạt động 1000 km với vận tốc 1000 km/h. Trần bay của nó đạt 15.000 mét (49.213 ft).
Trong những năm gần đây, thiết kế kiểu flying wing đã trở nên phổ biến, kiểu thiết kế này được miêu tả như là kiểu máy bay đầu tiên kết hợp những gì được gọi là công nghệ tàng hình. Nhưng trong trường hợp của Ho 229 thì không phải, mục đích chính của anh em nhà Horten là tạo ra một chiếc máy bay có thể triệt tiêu lực cản càng nhiều càng tốt, do đó họ sử dụng thiết kế flying wing. Điều này phụ thuộc rất nhiều vào kinh nghiệm thu được với các mẫu tàu lượn không đuôi được thử nghiệm từ giữa thập niên 1930. Tuy nhiên, khả năng chống radar không phải là một ý định trong thiết kế ban đầu.

## Thiết kế và phát triển
Vào đầu những năm 1930, anh em nhà Horten đã quan tâm tới những thiết kế kiểu flying wing và coi đây là một phương pháp để cải thiện hiệu suất của các tàu lượn. Chính phủ Đức đã tài trợ cho các câu lạc bộ tàu lượn vào thời điểm đó do việc sản xuất máy bay quân sự và thậm chí là các máy bay có động cơ đã bị cấm theo các điều khoản của Hiệp ước Versailles sau Chiến tranh Thế giới I. Các bố trí flying wing loại bỏ bất kỳ bề mặt ‘"không cần thiết" nào và theo lý thuyết thì nó sẽ gây ra ít lực cản nhất. Cấu hình chỉ có cánh cho phép tàu lượn có hiệu suất tốt hơn, nó có cánh ngắn hơn do đó chắc chắn hơn, và sẽ không tăng thêm lực kéo vào khung thân. Kết quả của các nghiên cứu đó là Horten H.IV.
Năm 1943, Thống chế Göring đã ban hành một yêu cầu đối với các đề xuất thiết kế để sản xuất một máy bay ném bom có khả năng mang một trọng tải 1.000 kg (2.200 lb) có tầm hoạt động 1.000 km (620 dặm) với vận tốc 1.000 km/h (620 mph), và gọi là ‘’Đề án 3 X 1000’’. Các máy bay ném bom thông thường của Đức có thể tấn công tới các trung tâm chỉ huy của quân Đồng minh ỏa Anh, nhưng bị thiết hại nghiêm trọng khi gặp phải các máy bay tiêm kích của quân đồng mình. Vào thời điểm đó, không có cách nào để đáp ứng các mục tiêu đó — động cơ phản lực Junkers Jumo 004B mới có thể đáp ứng yêu cầu về vận tốc, nhưng có mức tiêu thụ nhiên liệu quá lớn.
Anh em nhà Horten kết luận rằng thiết kế flying wing có lực kéo thấp có thể đáp ứng tất cả các yêu cầu trên: bằng cách giảm lực cản, công suất hành trình có thể giảm xuống tới điểm đáp ứng được yêu cầu về tầm hoạt động. Họ đã trình ra đề án tư nhân của mình là H.IX là cơ sở cho mẫu máy bay ném bom mới. Bộ Hàng không Đế chế (Reichsluftfahrtministerium) đã phê chuẩn đề xuất của anh em Horten, nhưng yêu cầu phải bổ sung thêm 2 khẩu pháo 30 mm, do họ cảm thấy máy bay cũng sẽ hữu ích như một chiếc tiêm kích do tốc độ cực đại ước tính cao hơn đáng kể so với bất kỳ máy bay nào của quân Đồng minh.
H.IX có cấu trúc hỗn hợp, phần trung tâm được làm từ ống thép hàn và xà dọc cánh được làm từ gỗ. Cánh được chế tạo từ 2 tấm gỗ dán mỏng tẩm các-bon được dán với hỗ hợp than và mùn cưa. Cánh chỉ có một xà dọc duy nhất, liền với lối hút khí của động cơ phản lực, xà dọc phụ được sử dụng để gắn các cánh lái nhỏ. Nó được thiết kế để chịu hệ số tải 7g và có tỉ lệ an toàn là 1,8x; do đó, máy bay có tỉ lệ tải cao nhất đạt 12,6g. Tỉ lệ dây cung/độ dày của cánh dao động từ 15% ở gốc cánh đến 8% ở đầu cánh. Máy bay sử dụng bộ bánh đáp 3 bánh, bánh đáp ở mũi của 2 mẫu thử đầu tiên bắt nguồn từ hệ thống bánh của một chiếc He 177, mẫu thử thứ 3 sử dụng bộ bánh đáp chính của He 177A nhưng có những tùy chỉnh cho phù hợp. Máy bay cũng có một bộ dù để hãm tốc độ khi hạ cánh. Phi công được trang bị một ghế phóng. Ban đầu máy bay sẽ sử dụng động cơ phản lực BMW 003, nhưng động cơ này chưa sẵn sàng để trang bị và động cơ Junkers Jumo 004 đã được chọn để lắp cho máy bay.
Máy bay được điều khiển nhờ vào những cánh lái nhỏ và cánh lái ngang. Hệ thống điều khiển gồm cả cánh lái ngang sải dài (bên trong) và sải ngắn (bên ngoài), các cánh lái ngang bên ngoài nhỏ hơn sẽ hoạt động trước. Hệ thống này vận hành tốt hơn so với hệ thống cánh lái ngang duy nhất.

## Lịch sử hoạt động

### Thử nghiệm và đánh giá
Mẫu thử đầu tiên là H.IX V1, đây là một tàu lượn không có động cơ, bay vào ngày 1/3/1944. Kết quả chuyến bay rất thuận lợi, nhưng có một tai nạn khi phi công cố gắng hạ cánh. Thiết kế được chọn từ anh em nhà Horten và được giao cho Gothaer Waggonfabrik chế tạo. Đội chế tạo của Gotha đã thêm một số thay đổi: họ thêm vào một ghế phóng đơn giản, thay đổi đáng kể bộ bánh đáp để có thể chịu được tải trọng cao hơn, thay đổi lối hút khí của động cơ phản lực, thêm vào hệ thống làm lạnh vỏ động cơ bằng không khí, cánh được làm bằng gỗ.
Tháng 9/1944 mẫu thử thứ hai là H.IX V2 trang bị động cơ Junkers Jumo 004 đã được hoàn thành; theo kế hoạch nó sẽ được trang bị động cơ BMW 003, nhưng không được thực hiện. Göring tin tưởng vào thiết kế và ra lệnh cho Gothaer Waggonfabrik sản xuất 40 chiếc với tên định danh RLM là ‘’’Ho 229’’’, mặc dù nó chưa thực hiện các chuyến bay sử dụng động cơ phản lực. Chuyến bay đầu tiên của H.IX V2 diễn ra ở Oranienburg vào ngày 2/2/1945.
Tất cả các chuyến bay thử nghiệm và việc phát triển tiếp sau đó được Gothaer Waggonfabrik thực hiện. Vào thời gian này, anh em Horten đang làm việc với Amerika Bomber và không tham dự chuyến bay thử nghiệm đầu tiên. Phi công thử nghiệm là Leutnant Erwin Ziller. 2 chuyến bay thử nghiệm khác đã được thực hiện từ ngày 2 tới 18/2/1945. Một phi công thử nghiệm khác điều khiển máy bay là Heinz Scheidhauer.
Các báo cáo thử nghiệm H.IX V2 cho thấy máy bay có khả năng xử lý rất tốt, chỉ hơi mất ổn định bên (một thiếu hụt điển hình của máy bay không đuôi). Trong chuyến bay thử nghiệm thứ hai thành công thì bộ bánh đáp đã bị hư hại nặng khi hạ cánh do Ziller đã mở dù hãm quá sớm khi tiếp đất. Có những báo cáo nói rằng trong một số chuyến bay thử nghiệm, H.IX V2 đã thực hiện một số mô phỏng ‘’hỗn chiến’’ với một chiếc Messerschmitt Me 262, và chiếc H.IX V2 đã tỏ ra vượt trội so với Me 262.
Hai tuần sau, vào ngày 18/2/1945, thảm họa đã xảy ra trong chuyến bay thử nghiệm thứ 3. Ziller cất cánh không gặp bất kỳ vấn đề nào để thực hiện một loạt thử nghiệm bay. Sau khoảng 45 phút, ở độ cao 800 m, một chiếc động cơ phản lực Jumo 004 đã xảy ra vấn đề, nó bốc cháy và ngừng hoạt động. Ziller đã nhìn thấy và điều khiển máy bay bổ nhào và kéo lên nhiều lần để tái khởi động động cơ và bảo vệ mẫu thử quý giá. Ziller đã thực hiện một loạt động tác quay 360 độ với cánh nghiêng 20 độ. Ziller không sử dụng đài vô tuyến của mình hay phóng ra khỏi máy bay, anh ta đã có thể bị bất tỉnh do khói từ động cơ phát ra. Chiếc máy bay rơi ngay bên ngoài sân bay. Ziller bị ném ra khỏi máy bay và chết do vết thương 2 tuần sau đó. Mẫu thử đã bị phá hủy hoàn toàn.

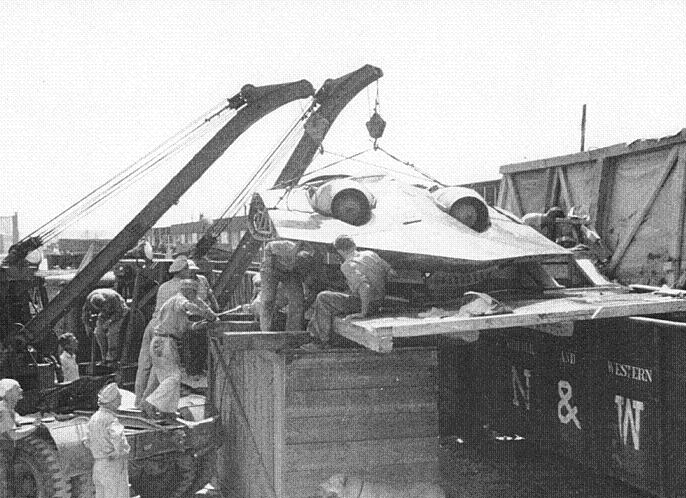
Một chiếc Horten Ho 229 V3 đang được bốc dỡ tại Mỹ

Dù gặp phải thất bại này, nhưng đề án vẫn tiếp tục hoạt động. Ngày 12/3/1945, Ho 229 được gộp vào Chương trình Tiêm kích Khẩn cấp (Jäger-Notprogramm) để tăng tốc sản xuất, người Đức coi nó là một loại vũ khí kì diệu cần được sản xuất với số lượng lớn. Xưởng sản xuất mẫu thử được chuyển tới Gothaer Waggonfabrik (Gotha) ở Friedrichroda. Cũng trong tháng 3, mẫu thử thứ ba được bắt đầu chế tạo có tên gọi là Ho 229 V3.
V3 lớn hơn so với các mẫu thử trước đó, hình dạng được sửa đổi, nó được hoàn thiện để tạo ra khuôn mẫu cho mẫu máy bay tiêm kích ban ngày Ho 229 A-0, 20 chiếc đã được lên kế hoạch sản xuất. V3 trang bị 2 động cơ Jumo 004C, có thể mang pháo MK 108 30mm ở gốc cánh. Ngoài ra các mẫu thử Ho 229 V4 hai chỗ và Ho 229 V5 tiêm kích đêm, mẫu thử Ho 229 V6 chuyên thử nghiệm vũ khí và mẫu huấn luyện 2 chỗ Ho 229 V7 cũng được chế tạo.
Trong giai đoạn cuối của chiến tranh, quân đội Mỹ bắt đầu Chiến dịch Ghim kẹp giấy, một nỗ lực của các cơ quan tình báo khác nhau nhằm thu giữ các nghiên cứu vũ khí tiên tiến của Đức và giữ nó không bị rơi vào tay của các đơn vị Liên Xô đang tiến quân. Một chiếc tàu lượn Horten và Ho 229 V3 đang trong giai đoạn lắp ráp cuối cùng đã được gửi tới Mỹ để đánh giá. Trên đường đi, chiếc Ho 229 được gửi qua RAE Farnborough ở Anh trong một thời gian ngắn để xem xét liệu động cơ phản lực của Anh có thể trang bị cho nó không, nhưng giá đỡ lại không phù hợp.
Northrop Corporation là công ty được chọn để nghiên cứu đánh giá Ho 229 nhờ những nghiệm của mình với flying wing, lấy cảm hứng từ tàu lượn đã thiết lập kỷ lục trước chiến tranh của anh em nhà Horten. Jack Northrop đã chế tạo các loại flying wing từ năm 1939 với mẫu N-1M.

## Những chiếc sống sót
Một chiếc tàu lượn Horten H.IV hiện đang được trưng bày tại Bảo tàng Planes of Fame ở Chino, California. Chỉ có duy nhất một khung thân của chiếc Ho 229 còn sót lại đến ngày nay, đó là khung thân của chiếc V3, nó đang ở Cơ sở phục hồi Paul E. Garber thuộc Bảo tàng Hàng không và Không gian Quốc gia Smithsonian ở Suitland, Maryland.

## Công nghệ tàng hình

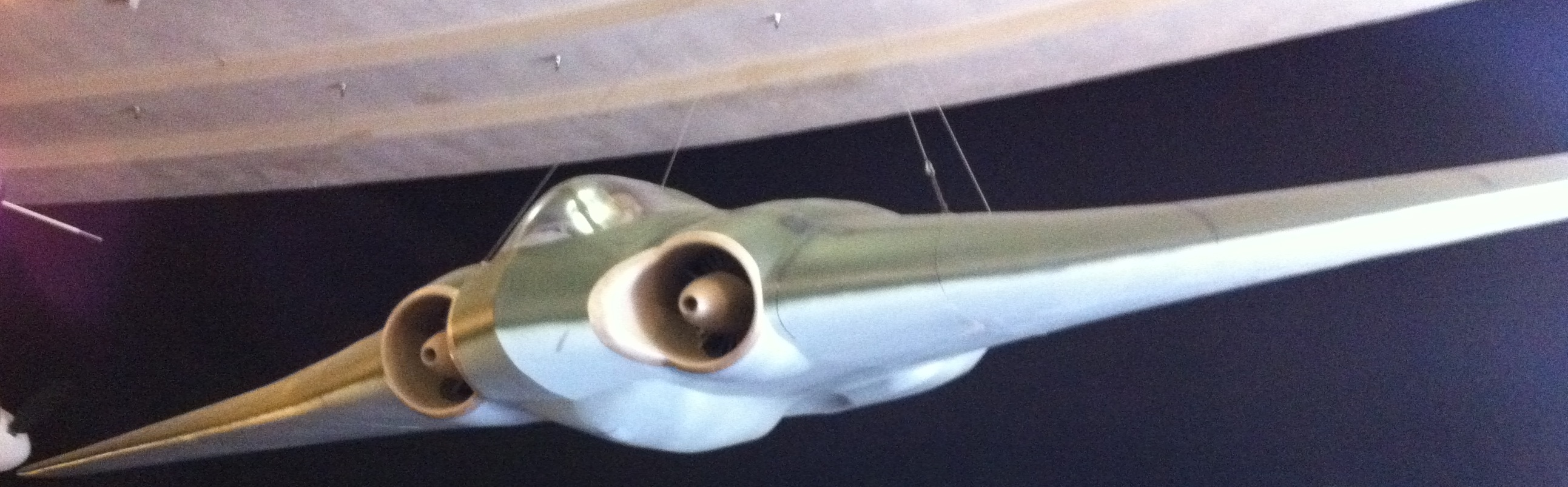
Bản sao tại Bảo tàng Hàng không và Không gian San Diego

### Sự hồi sinh từ Northrop
Sau chiến tranh, Reimar Horten cho biết ông đã pha trộn bụi than với keo dán gỗ để hấp thụ sóng điện từ (radar), ông tin rằng bằng cách đó có thể giúp máy bay không bị hệ thống radar cảnh báo sớm Chain Home của Anh phát hiện. Thiết kế flying wing trang bị động cơ phản lực như Horten Ho 229 sẽ có mặt cắt phản xạ radar nhỏ hơn so với các mẫu máy bay 2 động cơ thông thường. Điều này là bởi vì với đôi cánh liền thân, sẽ không có cánh quạt lớn hoặc bề mặt đuôi đứng và ngang lớn.
Các kỹ sư của Tập đoàn Northrop-Grumman từ lâu đã quan tâm tới ho 229, một vài người trong số đó đã tới thăm cơ sở của Bảo tàng Smithsonian ở Silver Hill, Maryland vào đầu thập niên 1980 để nghiên cứu khung thân của V3. Một nhóm các kỹ sư của Northrop-Grumman đã làm các thử nghiệm điện từ trên phần mũi hình nón trung tâm nhiều tầng bằng gỗ của V3. Phần hình nón này dày 19 mm và tạo thành một lớp vỏ ngụy trang mỏng. Nhóm đi tới kết luận rằng nhờ một số dạng phần tử dẫn điện trong keo mà tín hiệu radar đã bị chậm lại một cách đáng kể khi đi qua mặt nón.
Đầu năm 2008, Northrop-Grumman kết hợp với nhà sản xuất phim tài liệu Michael Jorgensen và National Geographic Channel sản xuất một phim tài liệu để xác định xem liệu Ho 229 trong thực tế có phải là một máy bay tiêm kích-bom ‘’tàng hình’’ thực sự đầu tiên trên thế giới hay không. Northrop-Grumman chế tạo một phiên bản sao chép đúng kích cỡ của V3, kết hợp với một hỗn hợp keo dán giống như nguyên bản ở phần mũi. Với chi phí 250.000 USD và 2.500 giờ lao động, chiếc Ho 229 của Northrop đã hoàn thành và được thử nghiệm diện tích phản xạ radar (RCS) tại Tejon, California, mẫu Ho 229 này được đặt trên một khớp nối cực 15 met (50 ft) và tiếp xúc với các nguồn năng lượng điện từ có góc độ khác nhau, sử dụng 3 tần số trong khoảng 20–50 MHz mà hệ thống Chain Home đã từng dùng vào giữa thập niên 1940.
Thử nghiệm RCS với giả thiết chiếc Ho 229 tiếp cận bờ biển Anh từ Pháp ở vận tốc 885 km/h (550 mph) trên độ cao 15–30 met (50–100 ft) so với mực nước biển có thể bị phát hiện ở khoảng cách 80% so với một chiếc Bf 109. Điều này có nghĩa là RCS của Ho 229 chỉ bằng 40% so với một chiếc Bf 109. Những phần dễ bị phát hiện nhất của máy bay là lối vào của không khí và buồng lái, nhưng chúng sẽ không gây trở ngại khi so với bước sóng CH. Tuy nhiên, vận tốc kết hợp với lợi thế có 20% đặc tính tàng hình sẽ làm nó trở thành một mối đe dọa nghiêm trọng, nó có thể bắt đầu một cuộc tấn công trước khi các lực lượng phòng thủ kịp triển khai và dùng vận tốc của nó để thoát khỏi các máy bay tiêm kích thông thường.
Sau khi hoàn tất thử nghiệm, mẫu Ho 229 của Northrop-Grumman đã được tặng cho Bảo tàng Hàng không và Không gian San Diego. Phim tài liệu Hitler's Stealth Fighter (2009) do hãng Myth Merchant Films sản xuất dựa trên mô hình Ho 229 của Northrop-Grumman cũng như kỹ xảo đồ họa để mô tả một kịch bản hư cấu thời gian khi những chiếc Ho 229 hoạt động trong cả vai trò phòng thủ và tấn công.

## Biến thể

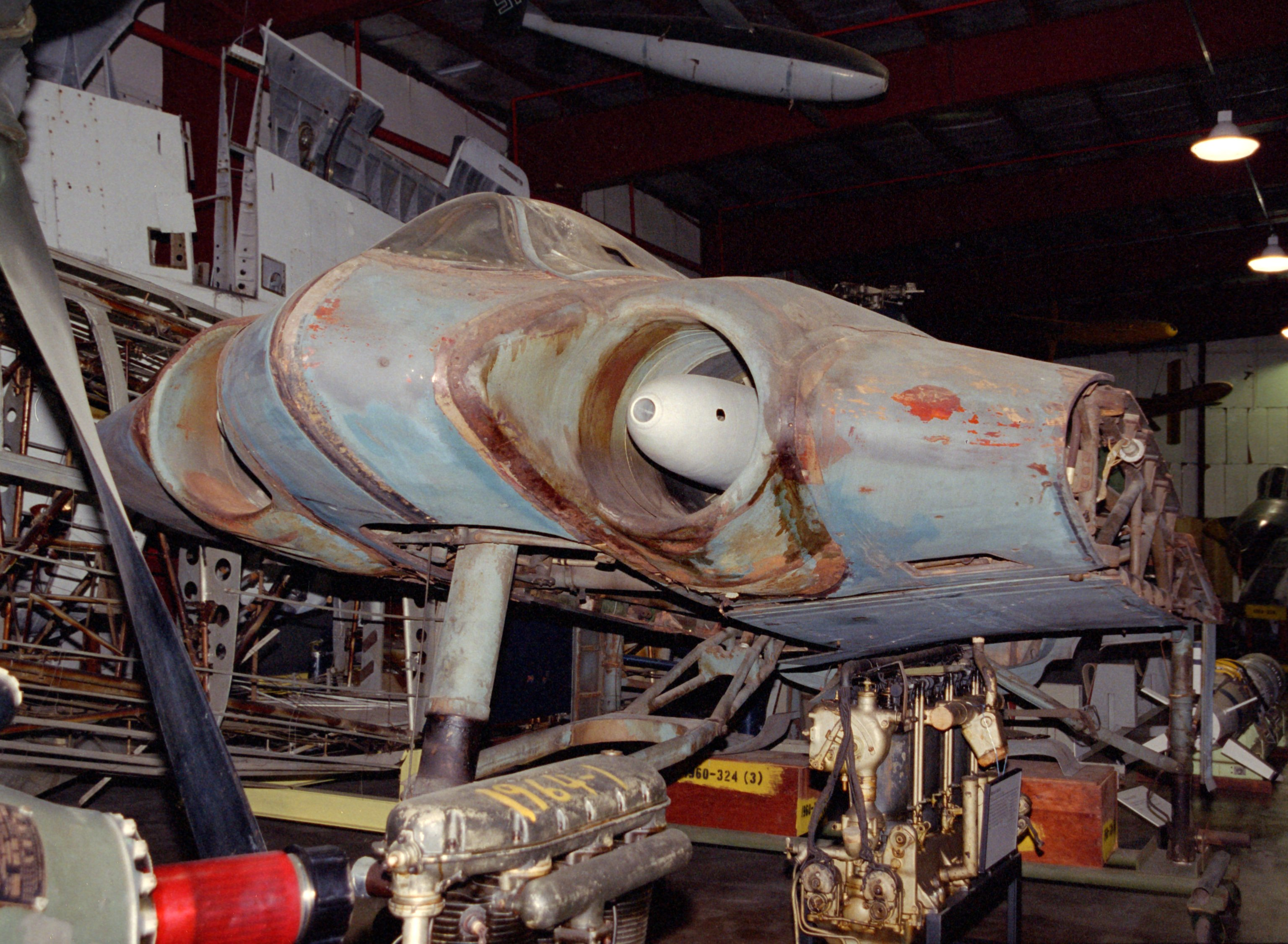
Mẫu thử Horten Ho 229 V3 tại cơ sở phục hồi Garber của bảo tàng Smithsonian (Bảo tàng Hàng không và Không gian Quốc gia)

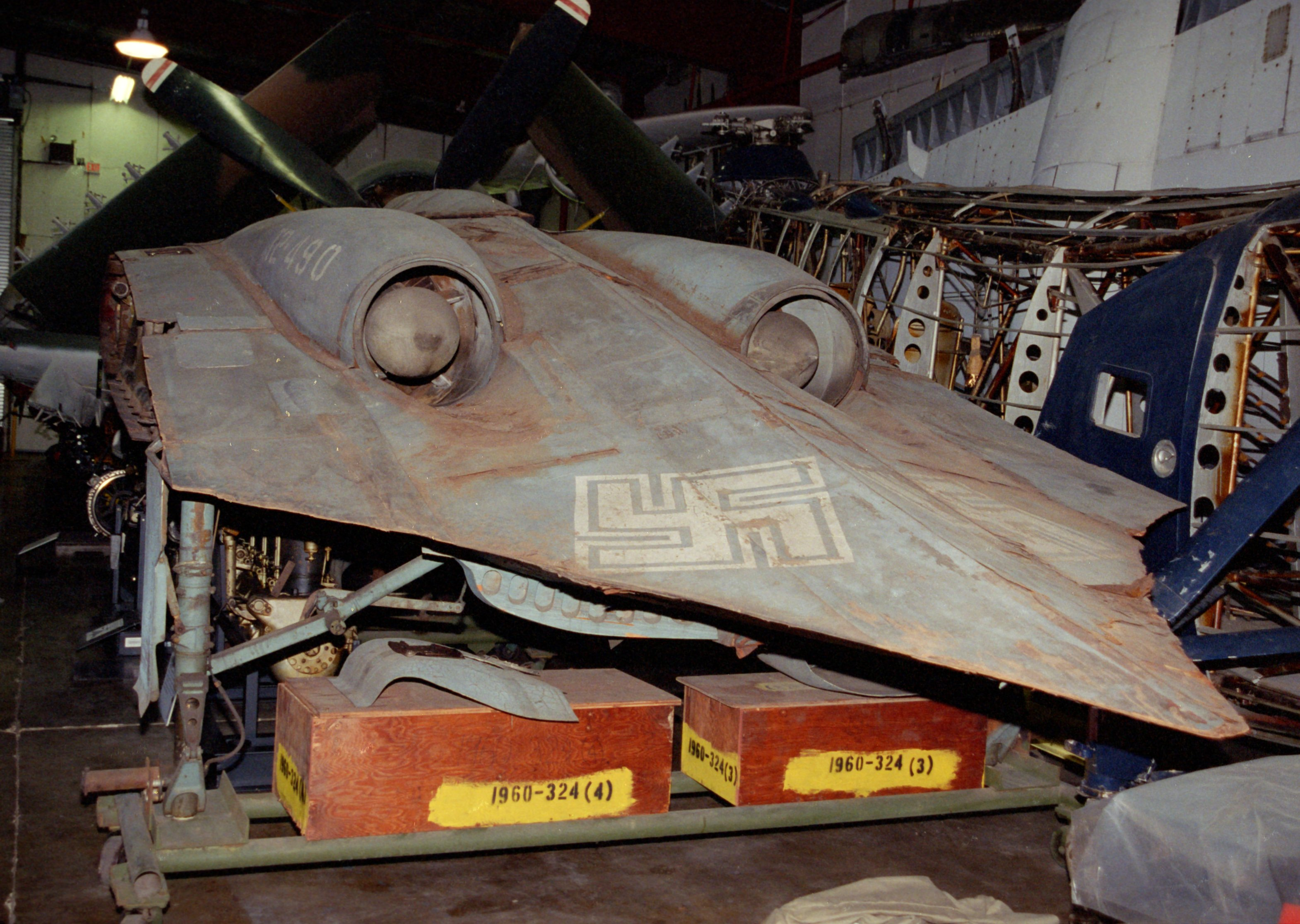
Phía sau của mẫu thử Horten Ho 229

H.IX V1
Mẫu thử đầu tiên, là một chiếc tàu lượn không có động cơ, chỉ có duy nhất 1 chiếc.
H.IX V2
Mẫu thử đầu tiên trang bị động cơ, có duy nhất 1 chiếc, trang bị động cơ Junkers Jumo 004B.
Phát triển của Gotha:
Ho 229 V3
Sửa đổi lối vào khí, động cơ chuyển lên trước để khắc phục vấn đề mất cân bằng theo chiều dọc. Trước khi kịp hoàn thành khung thân thì nó bị người Mỹ thu giữ, 2 động cơ Junkers Jumo 004B đã được lắp đặt.
Ho 229 V4
Phiên bản tiêm kích mọi thời tiết 2 chỗ, được phát triển ở Friedrichroda.
Ho 229 V5
Phiên bản tiêm kích mọi thời tiết 2 chỗ, được phát triển ở Friedrichroda.
Ho 229 V6
Phiên bản tiêm kích một chỗ trang bị các loại pháo khác nhau, có mô hình được sản xuất ở Ilmenau.
Phát triển của Horten:
H.IXb (cũng được Horten định danh là V6 và V7)
Phiên bản tiêm kích đêm hoặc huấn luyện 2 chỗ, không được chế tạo.
Ho 229 A-0
Phiên bản dựa trên Ho 229 V6; không được chế tạo.

## Tính năng kỹ chiến thuật (Horten Ho 229A (V3))
Dữ liệu lấy từ ‘’The Great Book of Fighters’’

### Đặc điểm riêng
- Tổ lái: 1
- Chiều dài: 7,47 m (24 ft 6 in)
- Sải cánh: 16,76 m (55 ft 0 in)
- Chiều cao: 2,81 m (9 ft 2 in)
- Diện tích cánh: 50,20 m² (540,35 ft²)
- Trọng lượng rỗng: 4.600 kg (10.141 lb)
- Trọng lượng cất cánh: 6.912 kg (15.238 lb)
- Trọng lượng cất cánh tối đa: 8.100 kg (17.857 lb)
- Động cơ: 2 động cơ phản lực Junkers Jumo 004B, lực đẩy 8,7 kN (1.956 lbf) mỗi chiếc

### Hiệu suất bay
- Vận tốc cực đại: 977km/h
- Trần bay: 16.000 m (52.000 ft)
- Vận tốc lên cao: 22 m/s (4.330 ft/min)
- Lực nâng của cánh: 137,7 kg/m² (28,2 lb/ft²)
- Lực đẩy/trọng lượng: 0,26

### Vũ khí
- 4 pháo MK 108 30 mm
- Rocket R4M
- Bom: 2 × 500 kg (1.100 lb)

### Máy bay có cùng sự phát triển
- Horten H.XVIII

### Máy bay có hình dạng tương tự
- Lockheed F-117 Nighthawk
- Northrop XP-79
- Northrop Grumman B-2 Spirit